# Mame-Ibra Anne
Pour les articles homonymes, voir Anne (homonymie).
Mame-Ibra Anne (né le 7 novembre 1989 à Colombes) est un athlète français, spécialiste du 400 mètres. Le 20 juin 2015 à Cheboksary, il réalise son record en 45 s 26.

## Biographie

### Famille
Les parents de Mame-Ibra Anne se sont installés en France dans les années 1970 pour permettre à son père sénégalais (sa mère est cap-verdienne) d'évoluer dans le Championnat de France amateur de football.
Son grand-père Henri Gomis, figure du sport sénégalais, était membre de l'armée française avant l'indépendance.

### Début de carrière
Il pratique dans un premier temps le football puis l'athlétisme. Il se concentre sur l'athlétisme à partir de 16 ans (en 2005) dans son premier club du PUC.
Son histoire débute véritablement en 2008, date à laquelle il accède à l'équipe de France junior. Il est alors victime d'une embolie pulmonaire qui interrompt durant un an sa carrière sportive et qui l'éloigne des pistes d'athlétisme alors qu'il est sélectionné pour les championnats du monde juniors de 2008.

### Carrière en Équipe de France
À son retour, après seulement 4 mois d'entraînement, il représente la France lors des championnats d'Europe par équipes 2009 à Leiria, au Portugal. Alors licencié à l'US Ivry, Mame-Ibra Anne remporte la médaille de bronze du relais 4 × 400 mètres lors des Championnats d'Europe espoirs 2009 de Kaunas. L'équipe de France, composée par ailleurs de Bruno Naprix, Yoann Décimus et Yannick Fonsat, établit le temps de 3 min 04 s 06.
En 2010, il réalise ses objectifs et accède au titre de champion de France espoir. Son parcours s'étoffe et les résultats s'accumulent puisqu'il est finaliste (6e) du relais 4 × 400 m des championnats d'Europe de Barcelone. En 2011, il représente une nouvelle fois la France lors des Championnats d'Europe par équipes de Stockholm où il se classe deuxième du relais 4 × 400 m. Toujours en 2011, il se classe 5e du 400 m et 4e du 4 × 400 m lors des championnats d'Europe espoirs.
2012 est une année marquante car il obtient son 1er podium aux Championnats de France Sénior, il termine en effet 3e.
En 2013 il passe sous la barre des 46 s lors des Jeux Méditerranée de Mersin où il termine 3e. Il portera d'ailleurs son record à 45 s 73 lors du Meeting Areva à Saint-Denis. Il remporte par ailleurs son premier titre national senior à l'occasion des championnats de France 2013, en 46 s 05.
Il franchit un nouveau palier en 2014. Auteur d'un nouveau record personnel en 45 s 44 le 14 juin 2014 à Genève, Mame-Ibra Anne s'impose quelques jours plus tard au cours des Championnats d'Europe par équipes de Brunswick en Allemagne, en 45 s 71. Lors de cette même compétition, il termine deuxième du relais 4 × 400 m. À nouveau sacré champion de France à Reims, il est sélectionné en individuel pour les championnats d’Europe de Zurich, où il atteint les demi-finales.
En 2015, il se qualifie pour les Mondiaux de Pékin en portant son record personnel à 45 s 26 lors des Championnats d’Europe par équipe de Cheboksary en Russie. Il termine deuxième par équipe en compagnie des mêmes relayeurs qu’à Zurich en 2014.
Lors de championnat du Monde de Pékin, les relayeurs termineront 6e mais ils réaliseront un temps en série de 2 min 59 s 42 proche d’une place de podium.

### Objectif Rio 2016
En individuel Mame-Ibra Anne devra améliorer son record d’1⁄10e pour se qualifier pour les JO de Rio. Au vu de sa progression cela semble possible.
En équipe au vu de leurs derniers chronos les relayeurs ont toutes les chances d’être qualifiés pour les prochains JO de RIO.

### Vie personnelle
Étudiant en école de communication sportive, il a intégré en 2012 la Sport Management School créer par Mickael Tapiro, Mame-Ibra est un athlète très famille, toujours heureux parmi les siens. En équipe de France, il est très proche de Pierre-Ambroise Bosse, avec qui il partage sa chambre lors des compétitions, et Jimmy Vicaut.

## Palmarès

### International
| Date | Compétition                       | Lieu        | Résultat | Épreuve   | Temps         |
| ---- | --------------------------------- | ----------- | -------- | --------- | ------------- |
| 2009 | Championnats d'Europe par équipes | Leiria      | 5e       | 4 × 400 m |               |
| 2009 | Championnats d'Europe espoirs     | Kaunas      | 3e       | 4 × 400 m |               |
| 2010 | Championnats d'Europe             | Barcelone   | 6e       | 4 × 400 m | 3 min 03 s 85 |
| 2011 | Championnats d'Europe par équipes | Stockholm   | 2e       | 4 × 400 m |               |
| 2013 | Jeux méditerranéens               | Mersin      | 3e       | 400 m     | 45 s 81       |
| 2014 | Championnats d'Europe par équipes | Brunswick   | 1er      | 400 m     | 45 s 71       |
| 2014 | Championnats d'Europe par équipes | Brunswick   | 1er      | 4 × 400 m | 3 min 03 s 05 |
| 2014 | Championnats d'Europe             | Zurich      | 3e       | 4 x 400 m | 2 min 59 s 83 |
| 2015 | Championnats d'Europe par équipes | Tcheboksary | 2e       | 400 m     | 45 s 26       |
| 2015 | Championnats d'Europe par équipes | Tcheboksary | 1er      | 4 x 400 m | 3 min 00 s 47 |
| 2015 | Championnats du monde             | Pékin       | 6e       | 4 × 400 m | 3 min 00 s 65 |
| 2016 | Championnats d'Europe             | Amsterdam   | 7e       | 400 m     | 45 s 75       |
| 2019 | Championnats d'Europe en salle    | Glasgow     | 3e       | 4 x 400 m | 3 min 7 s 71  |

### National
- Championnats de France d'athlétisme :

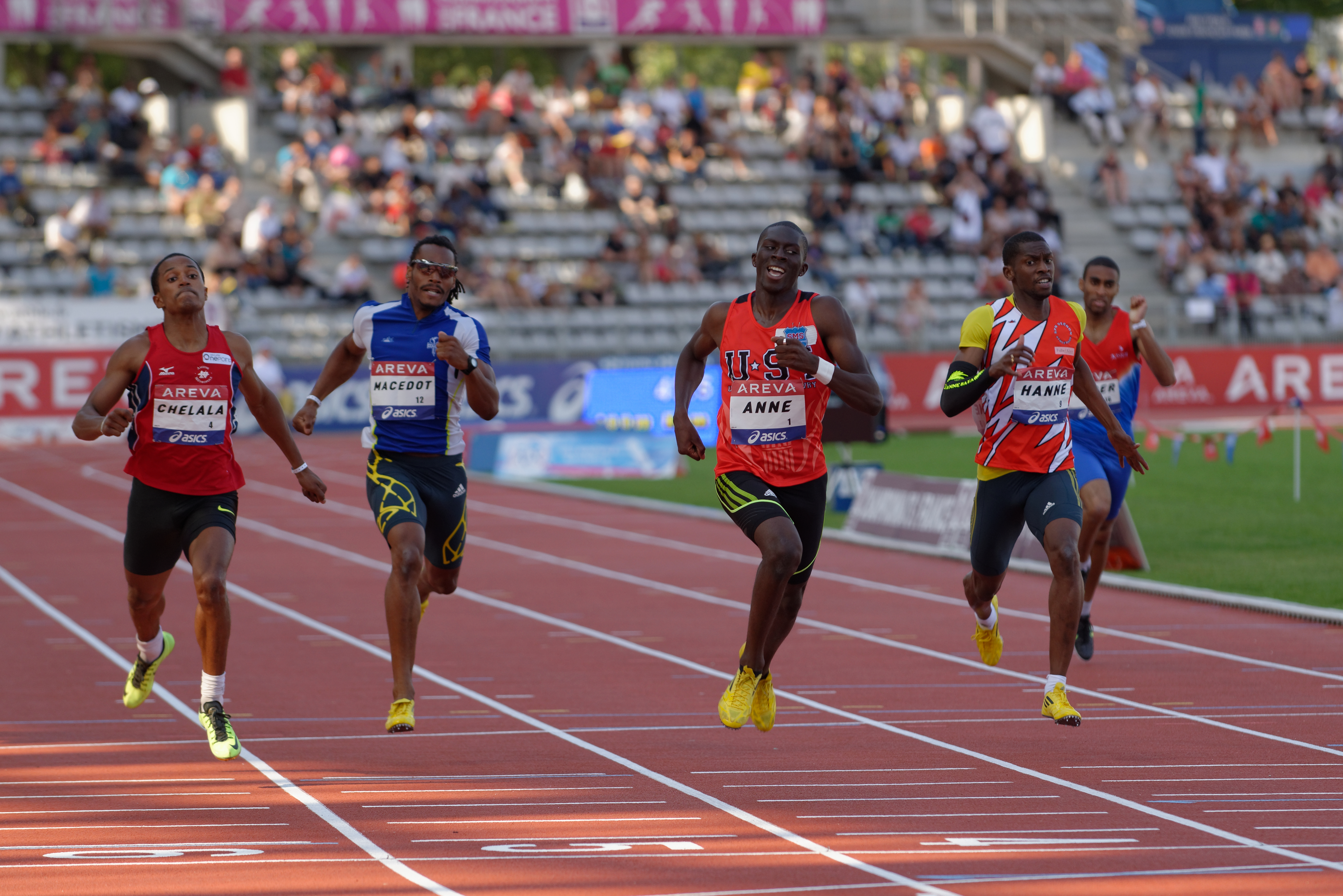
Mame-Ibra Anne (au centre) lors des championnats de France 2013.

  - Élite : vainqueur du 400 m en 2013 et 2014, 2e en 2016 et 2019 et 3e en 2012, 2015 et 2018
  - Espoirs : vainqueur du 400 m en 2010
- Championnats de France d'athlétisme en salle :
  - 2e du 400 m en 2019, 3e du 400 m en 2013

## Records
| Épreuve | Épreuve   | Performance | Lieu        | Date            |
| ------- | --------- | ----------- | ----------- | --------------- |
| 400 m   | Plein air | 45 s 26     | Tcheboksary | 20 juin 2015    |
| 400 m   | Salle     | 46 s 91     | Aubière     | 17 février 2013 |